# 261110 Neoma
261110 Neoma este o planetă minoră (asteroid) din centura de asteroizi. A fost descoperită pe 25 septembrie 2005 la Observatorul Apache Point de Andrew C. Becker⁠(d). 
Obiectul prezintă o orbită caracterizată de o semiaxă mare de 2,752590620024 UAi, o excentricitate de 0,091895187775089, o înclinație de 13,477105807015 ° în raport cu ecliptica.